# 벤 브레레톤 디아스
벤하민 안토니 브레레톤 디아스 (Benjamin Anthony Brereton, 1999년 4월 18일 ~ )는 칠레의 축구 선수이며, 라리가의 비야레알 CF에서 공격수로 뛰고 있다. 청소년 국가대표 시절에는 잉글랜드 국가대표에서 활약했으나 성인이 된 이후에는 전혀 성장하지 않아 잉글랜드 축구 국가대표팀에서 외면을 받아 칠레 축구 국가대표팀을 선택했다.